# Avia BH-9
Avia BH-9 byl československý dolnokřídlý dvoumístný jednoplošník, který se používal jako cvičný a turistický letoun. Slavil úspěchy v mnoha závodech a získal několik rekordů i na dálkových tratích.

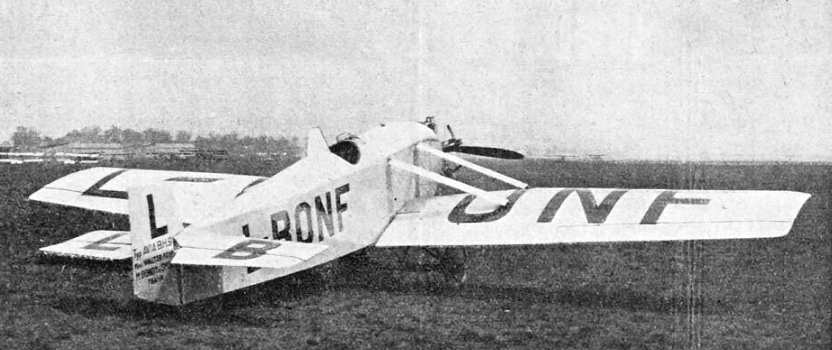
Avia BH-9, L-BONF (Letec, červen 1925)

## Vznik a vývoj
Prvním letounem odvozeným od typu Avia BH-5 byla Avia BH-9, která byla zalétána 25. listopadu 1923. Tato letadla se používala v čs. vojenském letectvu od ledna 1924 s označením B-9 jako cvičný, průzkumný a akrobatický letoun. Výrobcem byla továrna Avia, Miloš Bondy a spol., továrna na letadla, Praha-Holešovice.
Tento typ vznikl úpravou BH-5 na základě objednávky Ministerstva národní obrany. Zájem projevený armádou vedl k objednávce upraveného prototypu a 10 letadel. V československém letectvu byl využíván až do počátku 30. let v leteckých učilištích. Potom byly v letech 1933-1935 některé stroje prodány (převedeny) do Aeroklubu RČs. a do letek Masarykovy letecké ligy.
Avie BH-9 se účastnily od poloviny 20. let do poloviny 30. let řady leteckých soutěží a závodů, nebo překonávaly rekordy a vykonávaly dálkové a etapové přelety.

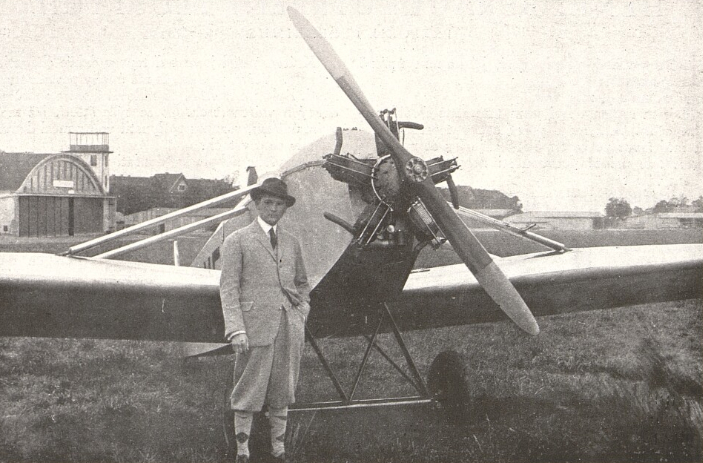
JUDr. Zdeněk Lhota před letem do Říma (červen 1925)

## Popis letounu
Od svého předchůdce (BH-5) se lišil dvojím řízením a motorovým ložem, které bylo připraveno pro zástavbu nového, hvězdicového motoru Walter NZ-60 (1923). Otevřené kokpity osádky byly v tandemovém uspořádání, chráněné pouze malými větrnými štítky.
Letadlo BH-9 zkonstruovali zakladatelé továrny Avia a letečtí konstruktéři Pavel Beneš a Miroslav Hajn, oproti BH-1 resp. BH-5 byla zvýšena pevnost draku a byl použit silnější motor. Typ BH-9 byl jednomotorový dvoumístný, dolnokřídlý vzpěrový jednoplošník s pevným podvozkem a ostruhou. Používala jej československá armáda k výcviku pilotů. Dosahoval rychlosti při zemi 155 km/ hod. a rychlosti cestovní 120–130 km/hod. Do 2000 m vystoupal za 11 min. 45 vt. a do 3000 m za 30 minut, největší dosažitelná výška 4000 m, jak uváděl v červnu 1925 časopis Svazu československých pilotů Letec.
Trup měl čtyřhranný průřez, pouze první přepážka byla ve tvaru elipsy. Dřevěná kostra trupu byla potažena překližkou. Motor Walter NZ-60 byl upevněn přímo na první trupové přepážce, vrtule dvoulistá, pevná, dřevěná. Hlavní, pevný podvozek s průběžnou osou odpruženou gumovými provazy měl vysokotlaká kola, v zádi trupu byla ostruha. Křídlo bylo celodřevěné, s tlustým profilem. Křidélka byla svařena z ocelových trubek a byla řízena táhly. Stabilizátor byl celodřevěný, směrové a výškové kormidlo bylo z ocelových trubek potažených plátnem.
Pro kurýrní lety mohlo být druhé řízení určené pro žáka vyřazeno z provozu. Letoun nebyl vyzbrojen.

## Použití
Avia BH-9 sloužila v československém letectvu, v Aeroklubu RČs. a jeho pobočkách, v Masarykově letecké lize (MLL) a také jako soukromý letoun. Letouny vlastněné armádou (výr. č. 2-41/L-BONF, 11/L-BONG, 12/L-BONH a 2/L-BONP) létaly do února 1931 i s civilními imatrikulacemi. Po vyřazení z armády byly letounům BH-9 v letech 1933-1935 přiřazeny v leteckém rejstříku imatrikulace výr. č. 8/OK-LIT, 9/OK-IPF, 10/OK-AZE a 11/OK-VAN. Avie BH-9 se účastnily ve dvacátých letech řady leteckých soutěží a závodů, nebo překonávaly rekordy a vykonávaly dálkové a etapové přelety.
V roce 1924 na letounu Avia BH-9 amatérský pilot, JUDr. Zdeněk Lhota ustanovil na uzavřeném 100 km okruhu Kbely, Nové Benátky, Říp, Kbely čs. národní rekordy „Rychlost na 1000 km“ s hodnotou 120,088 km/hod a „Rekord na vzdálenost“, když 13. května uletěl 1200 km za 9:46:47 h a dosáhl průměrné rychlosti 123 km/h. Není divu, že na leteckém dni ve Kbelích, pořádaném dne 18. května 1924 se těšil tehdy již populární pilot i jeho letadlo živé pozornosti 30 tisíc návštěvníků. Dále zvítězil dr. Lhota na Avia BH-9 v kategorii sportovních letadel do výkonu 100 HP 7. září 1924 v závodě o putovní „Cenu prezidenta republiky“.
Mnohem častěji tento letoun proslul jako aktér propagačních dálkových letů. V květnu 1925 s jednoplošníkem BH-9 (L-BONF) uskutečnil let z Prahy do Říma a zpět přes Bělehrad. V neděli 17. května 1925 odstartoval při Leteckém dni Svazu československých pilotů ze státního letiště Praha u Kbel a přes Bratislavu, Terst a Bolognu doletěl do Říma. Zpáteční cestu vykonal 23. května přes Pisu, Bolognu, Záhřeb, Bělehrad, Novi Sad a Budapešť do Prahy, kam doletěl 1. června. Trať těchto letů měřila 3500 km. Uskutečnil-li se let Lhotův do Říma, pak nutno poznamenat, že Ministerstvo veřejných prací (MVP) celý podnik nejen finančně, ale i morálně podporovalo, dále je třeba zmínit továrny na letadla Avia, Miloš Bondy a spol., továrna na letadla, která vypravila letadlo, jakož i továrny na motory Jos. Walter a spol., která připravila motor Walter NZ-60.

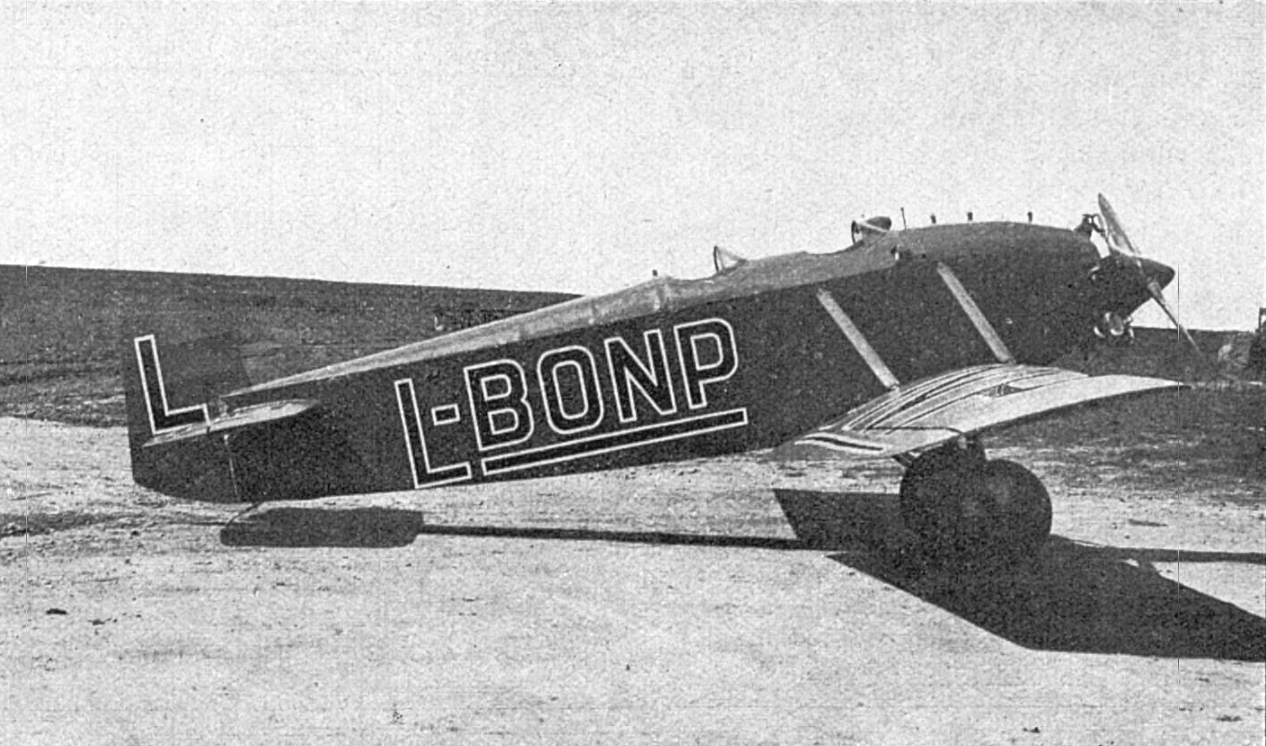
Avia BH-9, L-BONP (Letectví, červenec 1928)

Por. Josef Jíra (L-BONG) provedl ještě v roce 1925 dálkové lety do Paříže a Londýna. A také se účastnil soutěže Coppa d'Italia 1925 avšak bez výraznějšího úspěchu. Vynahradil si to dálkovým nonstop letem Praha – Paříž/Le Bourget – Praha (1800 km), který vykonal 31. srpna 1926 průměrnou rychlostí 130 km/h. Předtím, 5. července 1926 za sokolského sletu uspořádal Aeroklub RČs. velké letecké závody na trase Praha – Hradec Králové – Ostrava – Olomouc – Nitra – Bratislava – Brno – České Budějovice – Plzeň – Praha. Na letounu BH-9 získal první cenu vojenský pilot Václav Vlček.

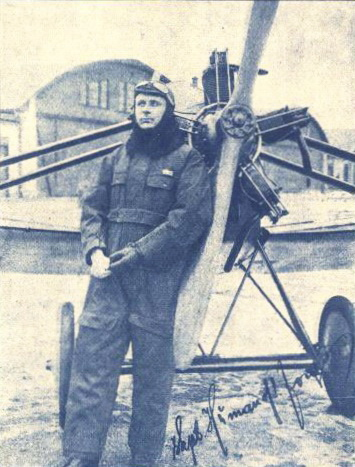
Josef Heřmanský (1928)

Od roku 1927 byly dálkové lety uznávány za mezinárodní rekordy FAI. Letouny byly rozděleny do kategorií podle objemu válců motorů a hmotnosti letounu. Šlo o modifikovaný návrh, který v základu vypracoval a FAI předložil Aeroklub republiky Československé (ARČs). Jako jedni z prvních se zapsali do rekordních análů pilot škpt. Václav Vlček s cestujícím škpt. Vladimírem Charouskem, kteří uletěli 26. července 1927 600 km a současně vytvořili národní rekord v rychlosti na 100 km hodnotou 134,6 km/h. Ještě v prosinci 1927 tento výkon překonal sám škpt. Václav Vlček s por. Břetislavem Chrastinou v kategorii lehkých dvoumístných letadel o prázdné hmotnosti do 400 kg výkonem 1305,546 km.
Vrcholný výkon zaznamenala 11. července 1928 posádka štábní kapitán letectva Josef Heřmanský a podporučík ing. Ant. Macháček. Na dvoumístné verzi letounu BH-9 (L-BONP) vytvořili světový rekord na uzavřeném okruhu výkonem 1 500 km za 11 hodin a současně vytvořili rychlostní národní rekord 146,734 km/h.

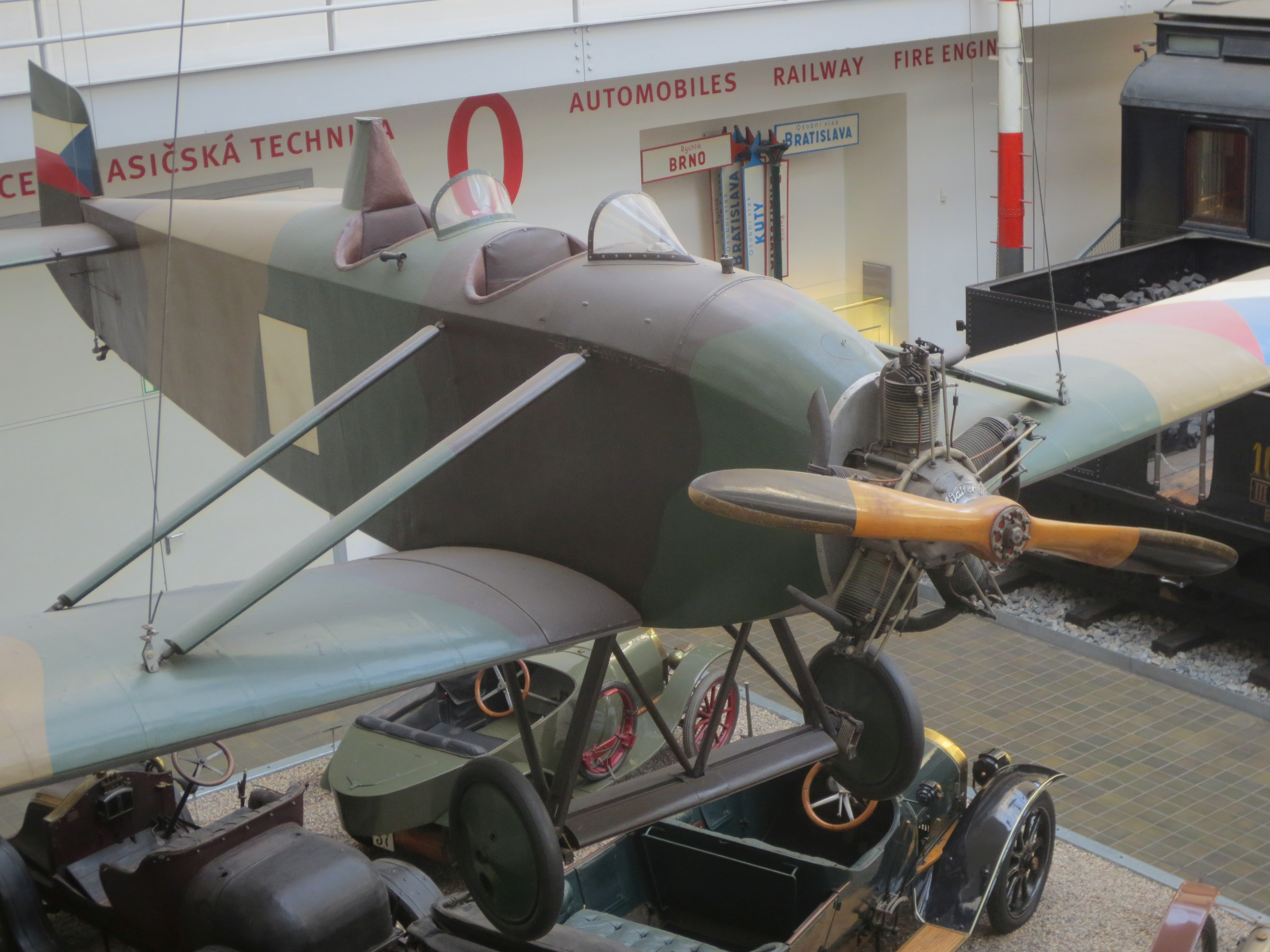
Avia BH-9 s motorem Walter NZ-60, Národní technické muzeum (2020)

Ještě v září 1934 stárnoucí BH-9 (OK-IPF) obsadila 2. místo v Národním letu Republiky Československé za pilotáže amatérského pilota ing. Vladimíra Guta (prodejce vozů Bugatti v ČSR) s tov. Novákem. Poslední BH-9 (OK-IPF, výr. č. 9) létala až do roku 1939. Tento letoun v původním vojenském barevném provedení (standardní tříbarevná kamufláž – hnědá, okrová, zelená/hliník) je ve sbírkách Národního technického muzea v Praze.

## Uživatelé
- Československo
  - Československé letectvo
  - Aeroklub Republiky Československé (Pardubice OK-VAN, Plzeň OK-AZE, Praha OK-IPF)

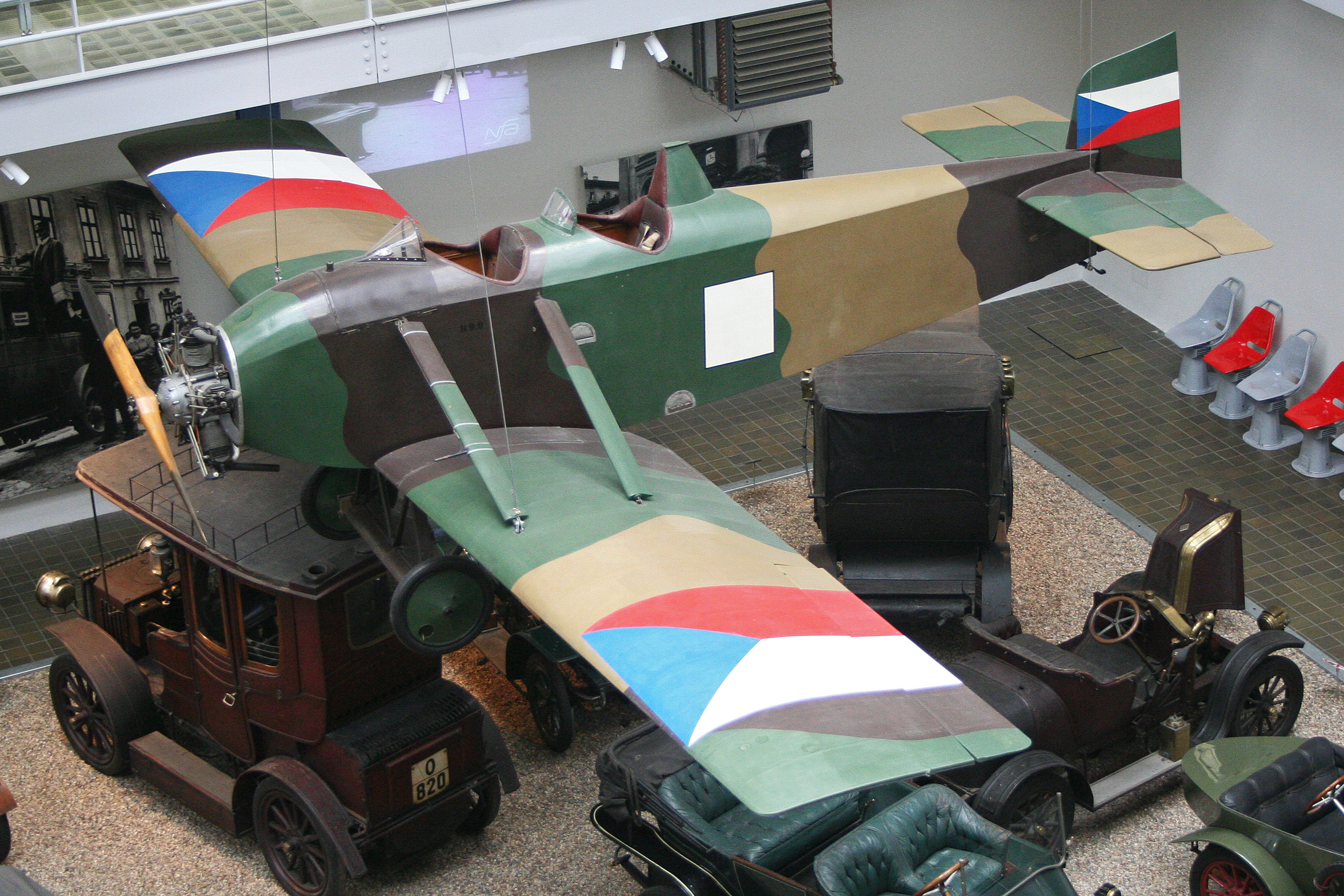
Avia BH-9, voj. znač. B-9.9 (později OK-IPF)

  - Masarykova letecká liga (OK-LIT)

## Specifikace
Data dle 

### Technické údaje
- Osádka: 2
- Rozpětí: 9,72 m
- Délka: 6,64 m
- Výška: 2,53 m
- Nosná plocha: 13,60 m2
- Plošné zatížení: 40,5 kg/m2
- Hmotnost prázdného stroje: 345 kg
- Vzletová hmotnost: 550 kg
- Motor: 1× hvězdicový vzduchem chlazený pětiválec Walter NZ-60
  - maximální, vzletový: 75 k (55 kW) při 1750 ot/min
  - nominální, jmenovitý: 60 k (44 kW) při 1400 ot/min
- Vrtule: dvoulistá, pevná, dřevěná

### Výkony
- Cestovní rychlost: 125 km/h
- Maximální rychlost: 158 km/h
- Dostup: 4500 m
- Stoupavost: 3:50 min do 1000 m, 12:30 min do 3000 m
- Dolet: 470 km